# Albula (fiume)
L'Albula (Alvra in romancio) è un fiume del Canton Grigioni, in Svizzera. È un affluente di destra del Reno Posteriore.
Nasce nei pressi del passo dell'Albula (Coordinate 46°34′36.24″N 9°48′08.95″E) e si getta nel Reno Posteriore a Fürstenau (Coordinate 46.712267°N 9.449143°E). A Tiefencastel riceve il suo affluente principale, il Giulia. I comuni attraversati sono Bergün Filisur, Albula, Vaz/Obervaz, Sils im Domleschg, Scharans, Fürstenau e Thusis.

## Produzione elettricità
Il fiume viene utilizzato dalla società Albula-Landwasser Kraftwerke per produrre energia elettrica mediante la diga di Solis.

## Affluenti
- Giulia (coordinate 46.625009°N 9.581881°E)
- Landwasser (coordinate 46.698932°N 9.722219°E)

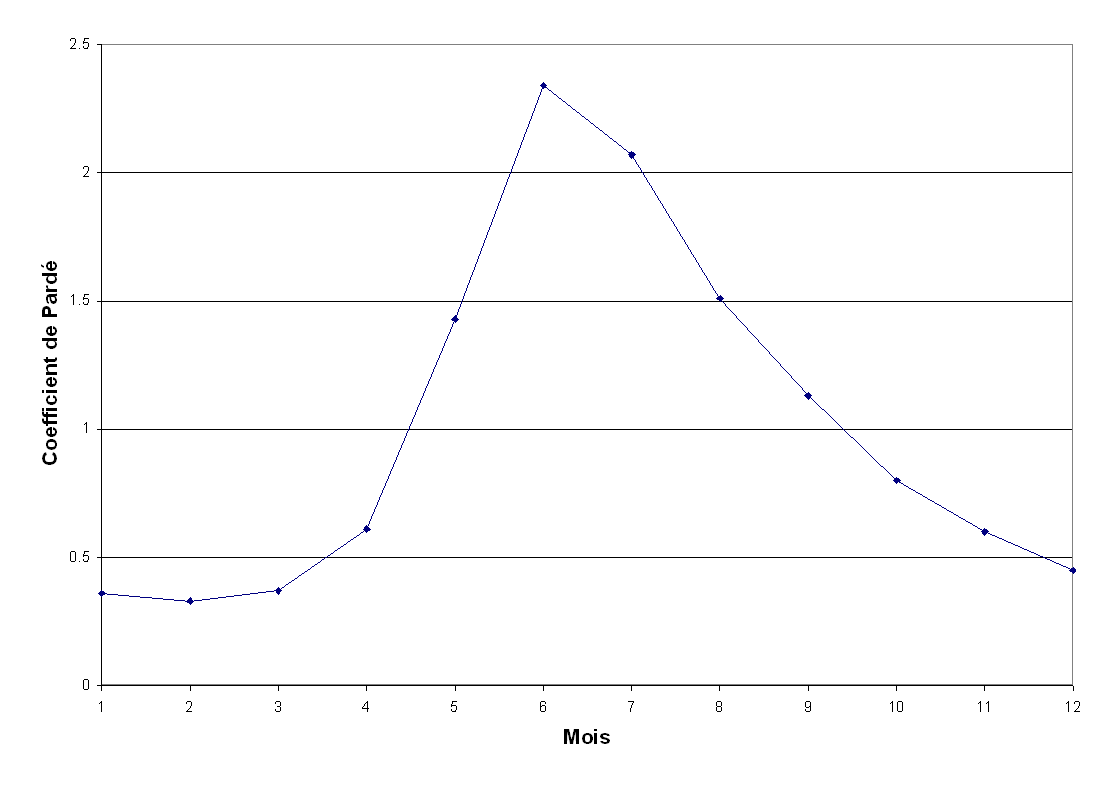
Regime fluviale dell'Albula

- Rain digli Lai (coordinate 46.69659°N 9.544453°E)